# Аин Алеф
А́ин А́леф (англ. Ayin Aleph; род. 22 марта 1967, Москва, СССР) — американо-французская певица русского происхождения, профессиональная пианистка, автор и музыкальный исполнитель.

## Биография

### Ранние годы
Аин Алеф родилась в Москве, 22 марта 1967 года. В возрасте четырёх лет начала обучаться игре на фортепиано. В 1982 году она поступила в музыкальное училище при Московской консерватории , однако в 1990 году покинула Россию, чтобы расширить горизонты своей музыкальной карьеры, и в 1992-м обустроилась в Париже.

### Жизнь в Франции
В 2008 году Аин выступала на фестивале готической музыки Wave-Gotik-Treffen, а в 2014 — в Бельгии на фестивале Metal Female Voices Fest.
На сегодняшний момент группой Ayin Aleph выпущено 6 клипов, которые транслируются на телеканале альтернативной музыки A-ONE.
23 сентября 2009 года Аин Алеф выпустила DVD диск с клипом на песню «Greed».

## Дискография
- 2007, 1 января — «Ayin Aleph I»
- 2008, 7 марта — «Ayin Aleph I pt. II»
- 2008, 19 августа — «Ayin Aleph II — Rock edition»
- 2009, 5 января (2010, Февраль — в Европе) — «Ayin Aleph II»
- 2011 — «Ayin Aleph III»

## Интересные факты
- При создании первого альбома ей помогали именитые музыканты из известных групп, таких как Misanthrope, Paradise Lost, которые в данный момент входят в состав группы Ayin Aleph.
- Все аранжировки, кроме ударных, сочиняет сама исполнительница.
- В некоторых композициях в хоре присутствует более 150 голосов, причём записанных самой Аин, а также до 18 роялей, 6—8 гитар и 3—4 басов.